# White Springs
White Springs est une ville américaine située dans le comté de Hamilton en Floride.

## Démographie
| 1890 | 1900 | 1910  | 1920 | 1930 | 1940 |
| ---- | ---- | ----- | ---- | ---- | ---- |
| 543  | 690  | 1 177 | 984  | 618  | 600  |

| 1950 | 1960 | 1970 | 1980 | 1990 | 2000 |
| ---- | ---- | ---- | ---- | ---- | ---- |
| 700  | 633  | 767  | 781  | 704  | 819  |

| 2010 | - | - | - | - | - |
| ---- | - | - | - | - | - |
| 777  | - | - | - | - | - |

Selon le recensement de 2010, White Springs compte 777 habitants. La municipalité s'étend sur 1,84 milles carrés (4,77 km2).